# Sant'Eusebio all'Esquilino (församling)
Sant'Eusebio all'Esquilino är en församling i Roms stift.
Till församlingen Sant'Eusebio all'Esquilino hör följande kyrkobyggnader och kapell:
- Sant'Eusebio all'Esquilino
- Cappella Sant'Elena